# Grzymki
Grzymki – wieś w Polsce położona w województwie podlaskim, w powiecie łomżyńskim, w gminie Przytuły.
Wierni kościoła rzymskokatolickiego należą do parafii Nawiedzenia Najświętszej Maryi Panny w Romanach.

## Historia
Początki wsi sięgają pierwszej połowy XV wieku.
W roku 1421 bracia Grzymisław i Ramot z Siemiątkowa otrzymali od księcia mazowieckiego Janusza I trzydzieści włók ziemi zapisanych jako Manino. Potomkowie Grzymisława posługiwali się nazwiskiem Grzymkowski, a powstałą osadę nazwano Grzymkami. Prywatna wieś szlachecka położona była w drugiej połowie XVI wieku w powiecie radziłowskim ziemi wiskiej województwa mazowieckiego.
W 1784 roku wieś była zaściankiem szlacheckim, zamieszkanym przez następujące rodziny: Grzymkowscy, Jaczyńscy, Kurkowscy, Mikuccy, Ramotowscy. 
W latach 1921–1939 wieś leżała w województwie białostockim, w powiecie kolneńskim (od 1932 w powiecie łomżyńskim), w gminie Przytuły.
Według Powszechnego Spisu Ludności z 1921 roku zamieszkiwały tu 103 osoby w 15 budynkach mieszkalnych. Miejscowość należała do miejscowej parafii rzymskokatolickiej w m. Romany. Podlegała pod Sąd Grodzki w Stawiskach i Okręgowy w Łomży; właściwy urząd pocztowy mieścił się w m. Jedwabne.
W latach 1975–1998 miejscowość należała administracyjnie do województwa łomżyńskiego.

## Urodzeni w Grzymkach
W miejscowości urodził się polski przedsiębiorca oraz zegarmistrz Wincenty Gostkowski.